# Pediococcus acidilactici
Pediococcus acidilactici — вид грампозитивних молочнокислих бактерій родини Lactobacillaceae.

## Опис
Вони, зазвичай, трапляються в парі або тетрадах і діляться вздовж двох площин симетрії, як і інші молочнокислі бактерії.

## Значення
Pediococcus acidilactici виробляє речовину педіоцин, яка пригнічує ріст патогенних мікроорганізмів Shigella spp., Salmonella spp., Clostridium difficile та Escherichia coli. Практичне використання P. acidlactici знаходиться на стадії досліджень. Його застосовують для лікування собак з порушеннями травлення, інфікованих Parvovirus та курей, інфікованих Eimeria.
Разом з іншими молочнокислими бактеріями використовується для виготовлення квашеної капусти, деяких сортів пива, вина. Використовують як консервант для збереження продуктів харчування.